# Placówka Straży Granicznej I linii „Podłęże Szlacheckie”
Placówka Straży Granicznej I linii „Podłęże Szlacheckie” – jednostka organizacyjna Straży Granicznej pełniąca służbę ochronną na granicy polsko-niemieckiej w okresie międzywojennym.

## Geneza
Na wniosek Ministerstwa Skarbu, uchwałą z 10 marca 1920 roku, powołano do życia Straż Celną. Od połowy 1921 roku jednostki Straży Celnej rozpoczęły przejmowanie odcinków granicy od pododdziałów Batalionów Celnych. Proces tworzenia Straży Celnej trwał do końca 1922 roku. Placówka Straży Celnej „Podłęże Szlacheckie” weszła w podporządkowanie komisariatu Straży Celnej „Podłęże Szlacheckie” z Inspektoratu SC „Praszka”.

## Formowanie i zmiany organizacyjne
W 1921 roku w Starokrzepicach stacjonował sztab 3 kompanii 4 batalionu celnego. 3 kompania celna jedną ze swoich placówek wystawiła w Podłężu Szlacheckim. 
Rozporządzeniem Prezydenta Rzeczypospolitej Polskiej Ignacego Mościckiego z 22 marca 1928 roku, do ochrony północnej, zachodniej i południowej granicy państwa, a w szczególności do ich ochrony celnej, powoływano z dniem 2 kwietnia 1928 roku  Straż Graniczną.
Rozkazem nr 4 z 30 kwietnia 1928 roku w sprawie organizacji Śląskiego Inspektoratu Okręgowego dowódca Straży Granicznej gen. bryg. Stefan Pasławski określił strukturę organizacyjną komisariatu SG „Herby”. Placówka Straży Granicznej I linii „Podłęże Szlacheckie” znalazła się w jego strukturze.
Z dniem 30 września 1929 podkomisariat SG „Panki” został przeformowany w komisariat Straży Granicznej. Placówka Straży Granicznej I linii „Podłęże Szlacheckie” znalazła się w jego strukturze.

## Służba graniczna
Obsada placówki kwaterowała w 1933 roku w budynku skarbowym.
Sąsiednie placówki:
- placówka Straży Granicznej I linii „Starokrzepice” ⇔ placówka Straży Granicznej I linii „Stany” − 1928
- placówka Straży Granicznej I linii „Podłęże Królewskie” ⇔ placówka Straży Granicznej I linii „Stany” − styczeń 1930[9]

## Kierownicy/dowódcy placówki
| stopień          | imię i nazwisko   | okres pełnienia służby   | kolejne stanowisko       |
| ---------------- | ----------------- | ------------------------ | ------------------------ |
| przodownik       | Adolf Kotarba     | był w 1930–2 XI 1933     | do komisariatu „Rudniki” |
| starszy strażnik | Kazimierz Walczak | 31 X 1933 – był VII 1935 |                          |